# Badminton op de Olympische Zomerspelen 2000
Badminton is een van de sporten die beoefend werden tijdens de Olympische Zomerspelen 2000 in Sydney.
De sport wordt beoefend in vijf disciplines:
mannen enkelspel,
vrouwen enkelspel,
mannen dubbelspel,
vrouwen dubbelspel en
gemengd dubbelspel

## Deelnemende landen
Er namen 28 verschillende landen deel aan het badminton op de olympische zomerspelen van 2000. Tussen haakjes staat het aantal atleten per land. Sommige atleten namen deel in meerdere disciplines.
| - Australië (7) - België (1) - Bulgarije (4) - Canada (6) - China (18) - Chinees Taipei (5) - Denemarken (18) - Duitsland (6) - Finland (2) - Frankrijk (3) | - Groot-Brittannië (12) - Hongkong (4) - Ierland (1) - India (2) - Indonesië (19) - Japan (9) - Maleisië (6) - Mauritius (5) - Nederland (8) - Oekraïne (3) | - Polen (3) - Portugal (2) - Rusland (3) - Slovenië (1) - Thailand (6) - Verenigde Staten (1) - Zuid-Korea (12) - Zweden (6) |

## Medailles
| Onderdeel          | Goud                       | Goud | Zilver                        | Zilver | Brons                     | Brons |
| ------------------ | -------------------------- | ---- | ----------------------------- | ------ | ------------------------- | ----- |
| Mannen enkelspel   | Ji Xinpeng                 | CHN  | Hendrawan                     | INA    | Xia Xuanze                | CHN   |
| Vrouwen enkelspel  | Gong Zhichao               | CHN  | Camilla Martin                | DEN    | Ye Zhaoying               | CHN   |
| Mannen dubbelspel  | Tony Gunawan Candra Wijaya | INA  | Lee Dong-soo Yoo Yung-sung    | KOR    | Ha Tae-kwon Kim Dong-moon | KOR   |
| Vrouwen dubbelspel | Ge Fei Gu Jun              | CHN  | Huang Nanyan Yang Wei         | CHN    | Gao Ling Qin Yiyuan       | CHN   |
| Gemengd dubbelspel | Zhang Jun Gao Ling         | CHN  | Tri Kusharjanto Minarti Timur | INA    | Simon Archer Joanne Goode | GBR   |

## Medaillespiegel
| Plaats | Land             | NOC    | Goud | Zilver | Brons | Totaal |
| ------ | ---------------- | ------ | ---- | ------ | ----- | ------ |
| 1      | China            | CHN    | 4    | 1      | 3     | 8      |
| 2      | Indonesië        | INA    | 1    | 2      | 0     | 3      |
| 3      | Zuid-Korea       | KOR    | 0    | 1      | 1     | 2      |
| 4      | Denemarken       | DEN    | 0    | 1      | 0     | 1      |
| 5      | Groot-Brittannië | GBR    | 0    | 0      | 1     | 1      |
| Totaal | Totaal           | Totaal | 5    | 5      | 5     | 15     |

München 1972 (demonstratie) · Seoel 1988 (demonstratie) · Barcelona 1992 · Atlanta 1996 · Sydney 2000 · Athene 2004 · Peking 2008 · Londen 2012 · Rio de Janeiro 2016 · Tokio 2020 · Parijs 2024 · Los Angeles 2028 
Medaillewinnaars 
Atletiek · Badminton · Basketbal · Boksen · Boogschieten · Gewichtheffen · Gymnastiek · Handbal · Hockey · Honkbal · Judo · Kanovaren · Moderne vijfkamp · Paardensport · Roeien · Schermen · Schietsport · Schoonspringen · Softbal · Synchroonzwemmen · Taekwondo · Tafeltennis · Tennis · Triatlon · Voetbal · Volleybal · Waterpolo · Wielersport · Worstelen · Zeilen · Zwemmen